# Scrutateur
Un scrutateur (également appelé challenger aux États-Unis) est la personne qui supervise tout déroulement d'un scrutin nécessitant une surveillance rigoureuse, soit pour éviter la survenance de corruption ou de véritables erreurs,. Il est le plus souvent connu comme faisant partie du vote lors d'une élection, où le scrutateur observe le dépouillement des bulletins de vote, afin de vérifier que les règles électorales sont respectées. Il existe d'autres utilisations du concept, comme dans le sport automobile, lorsqu'un scrutateur est chargé de s'assurer que les véhicules respectent les réglementations techniques.